# Liga Económica
Liga Económica va ser una publicació sobre economia editada a Igualada entre els anys 1926 i 1933.

## Descripció i continguts
Portava el subtítol Publicación mensual.
S'imprimia als tallers de Nicolau Poncell. Tenia vuit pàgines, a dues columnes, amb un format de 27 x 17 cm. El primer número va sortir el mes de juliol de 1926 i l'últim, el 44, el desembre de 1930. Després, van sortir alguns exemplars solts, irregurars en el temps i sense numerar, el darrer dels quals el mes de gener de 1933.
A l'article de presentació deien: «Al agruparse bajo una denominación común las diferentes entidades económicas de Igualada procuraron los elementos directores conservar la organización de cadascuna de ellas en cuanto fuera compatible y adaptable con la única que se constituía. Uno de los componentes de la Liga, la Delegación de la Cámara de Indústria, venía publicando desde hace un año, un Boletín mensual ... acordó la Liga Económica publicar debidamente ampliada esta revista ... Esta publicación constituirá el nexo que mantendrá en relación constante nuestro organismo con dada uno de sus miembros componentes, a los cuales se repartirá gratuitamente». Ve a ser doncs, la continuació del Boletín de la Delegación de la Cámara Oficial de Industria de Barcelona en Igualada.
Tractaven especialment sobre aspectes de la indústria tèxtil i l'adobera, les més arrelades a la ciutat. Alguns articles eren resums de treballs d'altres publicacions i la majoria anaven sense signar, però el qui hi escrivia més habitualment era Manuel Mateu Solà.
.

## Localització
- Biblioteca Central d'Igualada. Plaça de Cal Font. Igualada